# Audiencias Valachi
Las audiencias Valachi, también conocidas como las audiencias McClellan, investigaron las actividades del crimen organizado en los Estados Unidos. Las audiencias se iniciaron por el senador por Arkansas John L. McClellan en 1963. Nombradas por el mayor testigo del gobierno contra la Mafia estadounidense, soldado y made man Joseph Valachi, el juicio expuso el crimen organizado estadounidense al mundo a través del testimonio televisado de Valachi. En el juicio, Valachi fue el primer miembro de la Mafia ítaloestadounidense en reconocer su existencia públicamente, y es acreditado con la popularización del término cosa nostra. El juicio también expusso la jerarquía de la Mafia estadounidense, incluyendo a las Cinco Familias y la Comisión.

## Sinopsis
En octubre de 1963, Valachi testificó ante el comité congresal sobre crimen organizado presidido por el senador John L. McClellan, el Subcomité Permanente de Investigaciones del Comité de Operaciones del Gobierno del Senado. Dio al público estadounidense una versión de primera mano de las actividades de la Mafia en los Estados Unidos.
Valachi aceptó testificar contra la Mafia y exponer su oscuro pasado luego de haber sido arrestado por un cargo de heroína junto con su jefe, Don Vito Genovese. Furioso con su antigua organización y con miedo por su vida luego de haber recibido el beso de la muerte de parte de Genovese, Valachi testificó sabiendo que su única otra opción era la muerte.
Un miembro de bajo rango de la familia criminal Genovese basada en Nueva York, Valachi fue el primer testigo del gobierno de salir de la misma Mafia estadounidense. Antes de Valachi, las autoridades federales no tenían evidencia concreta que la mafia siquiera existía. Sus conclusiones no llevaban a la acusación de ninguno de los líderes de la Mafia, pero él fue capaz de proveer importantes detalles de su historia, su estructura, sus operaciones y rituales así como nombró a antiguos y actuales miembros de las principales familiaas criminales.
Valachi testificó y detalló su vida como soldado en el día a día del crimen organizado en un evento nunca antes de visto, incluyendo sus ritos de iniciación. Estas audiencias televisadas llevaron a las casas de los estadounidenses la violencia e intimidación rutinaria utilizada por la Mafia para proteger y desarrollar sus actividades criminales.

## Revelaciones
Gran parte del conocimiento accesible al público hoy sobre la Mafia estadounidense fue revelado por primera vez en el testimonio televisado de Valachi.

La estructura organizativa de la Cosa Nostra según el testimonio de Valachi.

Valachi divulgó que la Mafia era llamada Cosa Nostra ("nuestro asunto" o "este asunto nuestro" en italiano) entre los miembros de la organización y que el término "Mafia" era un término utilizado por los extraños. En ese momento, Cosa Nostra se entendía como un nombre propio, sembrado por el FBI y diseminado por la prensa. La designación obtuvo amplia popularidad y casi reemplazó al término "Mafia".  En Italia, el artículo la precede al término genérico "mafia" pero no se utilizantes de "Cosa Nostra". El término usualmente fue usado con el artículo “La” (La Cosa Nostra), en la prensa e incluso en el FBI, pero este uso no es concordante con el idioma italiano ni tampoco con el testimonio de Valachi.
Él también reveló la organización de la Mafia. Valachi reveló que los "soldados" son organizados en "regimes" y liderados por un "caporegime" ("teniente"). Los regimes, a su vez, se organizan en "familias" y son dirigidas por "capos" (jefes), cada uno representa un área geográfica, la que forma la Comisión, el último árbitro de los asuntos de la organización y que actúa como una suerte de junta ejecutiva de la Cosa Nostra.
Mientras revelaba la existencia de estas organizaciones, a las que se refería como "familias", el también revelaba los nombres de las Cinco Familias de Nueva York. Según Valachi, los jefes originales de las Cinco Familias fueron Charles Luciano, Tommaso Gagliano, Joseph Profaci, Salvatore Maranzano y Vincent Mangano. El momento de su testimonio en 1963, Valachi reveló que los jefes de las Cinco Familias eran Tommy Lucchese, Vito Genovese, Joseph Colombo, Carlo Gambino, y Joe Bonanno. Desde entonces, estos fueron los nombres más usados para referirse a las Cinco Familias de Nueva York a pesar de los años y los cambios de jefes en cada una.

## Consecuencias
El asesinato del presidente Kennedy un mes después de las audiencias quitó bastante potencia a la guerra contra la Mafia impulsada por Robert Kennedy. Sin embargo, después, debido en parte a las revelaciones de Valachi, el Congreso de los Estados Unidos eventualmente aprobó dos nuevas leyes para fortalecer las facultades federales y ayudar a la lucha del  FBI contra la influencia de la mafia. La Ley omnibus de control del crimen y calles esguros de 1968 permitió el uso de vigilancia electrónica ordenada por una corte en la investigación algunos delitos específicos.
La Ley contra Organizaciones influenciadas y corruptas (RICO) de 1970 permitió que se investigara a los grupos organizados por todos sus diversos delitos, sin que sea necesario que los crímenes estén vinculados por un único perpetrador o una conspiración universal. Junto con el mayor uso de agentes encubiertos a finales de los años 1970, estas leyes ayudaron al FBI a formar casos que, en los años 1980, permitieron arrestar a casi todos los jefes de las tradicionales familias criminales.

## LosValachi Papers
En 1964, el Departamento de Justicia hizo que Valachi escribiera la historia personal de su carrera en el bajo mundo. Aunque se esperaba que Valachi sólo completara los vacíos de su interrogatorio, la historia resultante de su carrera criminal de treinta años fue un manuscrito diverso titulado The Real Thing (en español: "Lo verdadero").
El fiscal general Nicholas Katzenbach autorizó la publicación del manuscrito de Valachi. Esperaba que dicha publicación podría ayudar a la aplicación de la ley y que podría alentar a otros informantes a aparecer. El autor Peter Maas, quien publicó la historia de Valachi en The Saturday Evening Post, fue asignado al trabajo de editar el manuscrito y se le permitió entrevistar a Valachi en su celda en Washington D. C..
La American Italian Anti-Defamation League (en español:"Liga ítalo estadounidense contra la difamación") promovió una campaña nacional contra el libro sobre la base de que reforzaría estereotipos étnicos negativos. Si la publicación del libro no era detenida, ellos apelarían directamente a la Casa Blanca. Katzenbach dio marcha atrás en su decisión de publicar el libro luego de una reunión con el presidente Lyndon B. Johnson, una acción que avergonzó al Departamento de Justicia.
En mayo de 1966, Katzenbach solicitó a una corte de distrito detener a Maas de publicar el libro (la primera vez que un Fiscal General de los Estados Unidos intentó censurar un libro). Maas no fue permitido de publicar su edición de las memorias originales de Valachi, pero fue permitido de publicar una historia en tercera persona basada en las entrevistas que él mismo tuvo con Valachi. Estas formaron la base del libro The Valachi Papers, que fue publicado en 1968. El libro dio lugar a la película de 1972 The Valachi Papers protagonizada por Charles Bronson como Valachi.
Francis Ford Coppola, en su comentario de director de El padrino II (1974), mencionó que las escenas mostrando al comité senatorial interrogando a Michael Corleone y a Frank Pentangeli se basan en las audiencias federales de Valachi y que Pentangeli es como una figura de Valachi.

## Bigliografía
- Maas, Peter. 1968. The Valachi Papers. New York, Putnam.
- Kelly, Robert J. Encyclopedia of Organized Crime in the United States. Westport, Connecticut: Greenwood Press, 2000. ISBN 0-313-30653-2
- Sifakis, Carl. The Mafia Encyclopedia. New York: Da Capo Press, 2005. ISBN 0-8160-5694-3
- Sifakis, Carl. The Encyclopedia of American Crime. New York: Facts on File Inc., 2001. ISBN 0-8160-4040-0
- Dan E. Moldea, The Hoffa Wars, Charter Books, New York: 1978 (ISBN 0-441-34010-5).
- Charles Brandt, I Heard You Paint Houses: Frank "the Irishman" Sheeran and the inside story of the Mafia, the Teamsters, and the last ride of Jimmy Hoffa, Steerforth Press, Hanover (NH, USA) 2004 (ISBN 1-58642-077-1).